# Facility for Antiproton and Ion Research

Die Anteilseigner (Shareholder) der FAIR GmbH

Die internationale Teilchenbeschleunigeranlage FAIR (englisch Facility for Antiproton and Ion Research ‚Anlage zur Forschung mit Antiprotonen und Ionen‘) ist eine im Bau befindliche Forschungseinrichtung für die physikalische Grundlagenforschung. Sie entsteht in Darmstadt in unmittelbarer Nachbarschaft zum GSI Helmholtzzentrum für Schwerionenforschung und wird von der Bundesrepublik Deutschland und europäischen wie außereuropäischen Partnerländern getragen.

## Zweck

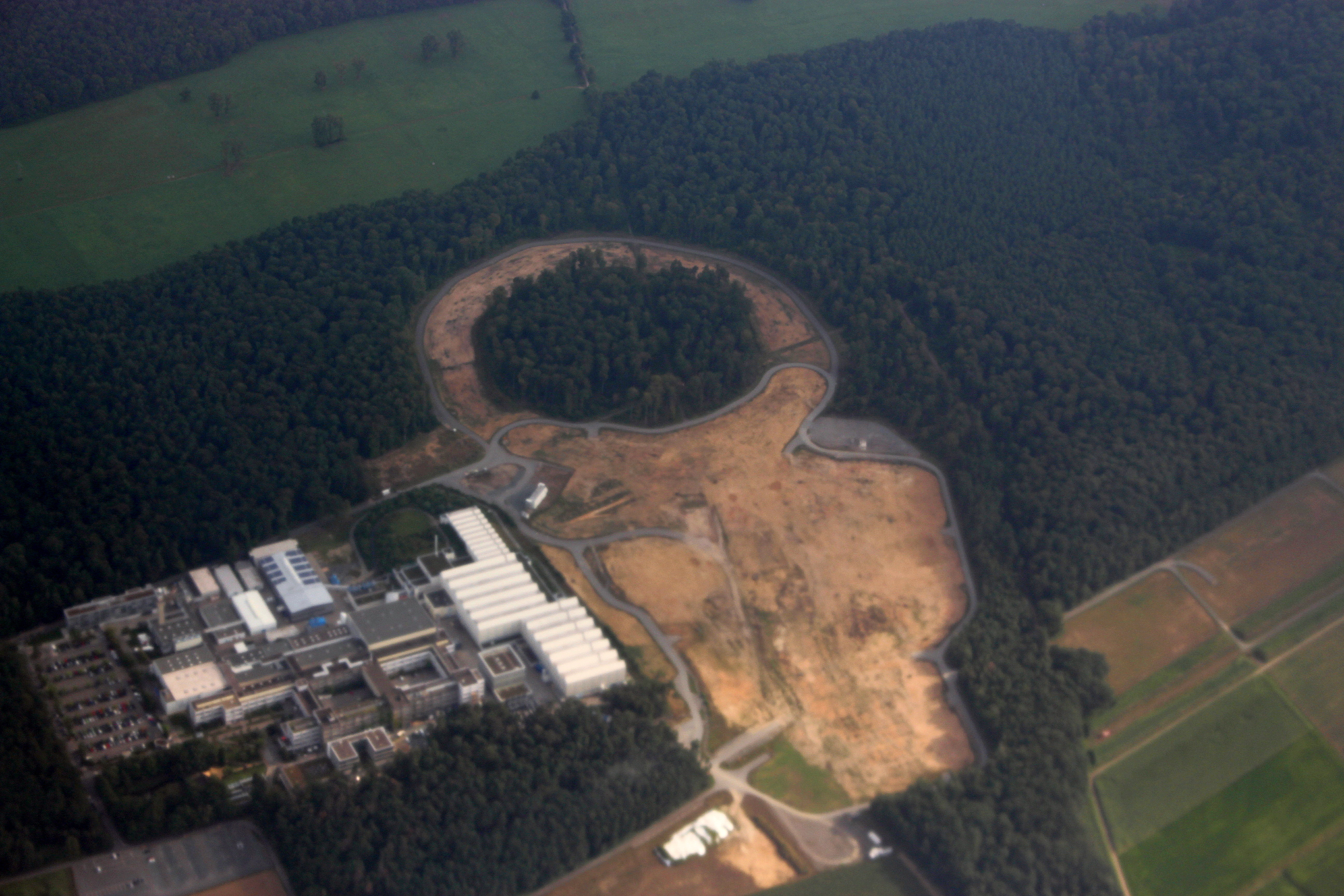
Luftbild auf die Baustelle; der ringförmige Synchrotron SIS100 ist gut zu erkennen

Die Anlage soll neue Einblicke in die Struktur von Materie und die Entwicklung des Universums ermöglichen.
Die geplante Anlage liefert Ionenstrahlen aller Art von Protonen bis zu Uran. Die Ionenstrahlen können in einem großen Energiebereich bis 30 GeV/u (Giga-Elektronenvolt pro Nukleon), also etwa 95 Prozent der Lichtgeschwindigkeit, mit bisher unerreichter Intensität erzeugt werden.
Forschungsfelder sind die Kern-, Hadronen- und Teilchenphysik, die Atom- und Antimateriephysik, die Plasmaphysik und Anwendungen in den Materialwissenschaften, der Biologie und der Biomedizin. Das Projekt FAIR gliedert sich in die Teile Bauwerke, Beschleuniger sowie wissenschaftliche Experimente und Detektoren.

## Kosten
Mit den ursprünglich veranschlagten Kosten von 1,357 Milliarden Euro (Preisniveau 2005) sollten Bau, Beschleuniger und ein Drittel der Experimente abgedeckt werden. Im Jahr 2018 stellte der Bundesrechnungshof fest, dass die Kosten von FAIR auf 1,669 Milliarden Euro (Preise von 2005) angestiegen seien. Ein weiterer Bericht des Bundesrechnungshofs im Jahr 2019 konstatierte, dass eine Expertenkommission „von Mehrbedarfen und Kostenrisiken von 850 Mio. Euro“ (Preise von 2019) ausgehe. Im Jahr 2020 wurden die Gesamtkosten von FAIR mit 3,1 Milliarden Euro angegeben. Diese Kostenschätzung wurde im April 2021 um weitere 145 Millionen Euro erhöht, wobei ein zusätzliches Kostenrisiko von 448 Millionen Euro bis 2025 genannt wurde. Im März 2023 wurden daher FAIR vom Bund und vom Land Hessen, nach gemeinsamer Zustimmung aller Shareholder im FAIR Council, weitere 518 Millionen Euro bewilligt, um das Projekt bis zur zweiten Ausbaustufe First Science realisieren zu können.

## Beschleuniger und Experimente

### Die Beschleuniger und andere Anlagen
Herzstück der neuen Anlage ist ein Doppelringbeschleuniger (Schwerionen-Synchrotron SIS100/SIS300) mit einem Umfang von 1,1 Kilometern. Insgesamt verfügt die Anlage über 3,5 Kilometer Strahlführung und acht Beschleuniger- und Speicherringe. In der Anlage können alle Elemente von Wasserstoff bis Uran beschleunigt werden. Außerdem können Sekundärstrahlen von Antiprotonen und seltenen Isotopen erzeugt werden. Die wichtigste dafür ist der Supraleitende Fragment Separator (Super-FRS).
Die bestehenden Beschleuniger der GSI werden als Vorbeschleuniger weiter genutzt.
Der Aufbau des FAIR Beschleunigersystems gliedert sich in die folgenden Bereiche:
- SIS 100 (Ringbeschleuniger und Synchrotron)
- HEBT (Hochenergie-Strahlführungssystem)
- Super-FRS (Supraleitender Fragment Separator)
- p-Linac (Linearbeschleuniger für Protonen)
- p-bar (Target und Separator für Antiprotonen)
- HESR (Hochenergie-Speicherring)
- CR (Collector Ring, Synchrotron und Speicherring)

Weitere Beschleunigerringe (z. B. SIS 300) sind in Ausbaustufen geplant.

### Wissenschaftliche Experimente
FAIR umfasst vier wissenschaftliche Programme:
- Antiprotonen-Annihilation in Darmstadt (PANDA)[11]
- Atom- und Plasmaphysik und Anwendungen (APPA)[12]
- Kernstruktur, -astrophysik und -reaktionen (NUSTAR)[13]
- Komprimierte Baryonische Materie (CBM)[14]

## Bau in Zahlen und Fakten
Geplant wird die Anlage des internationalen Forschungsprojektes FAIR von der „ARGE ion-42“, einer Architektengemeinschaft aus DGI Bauwerk und schneider+schumacher.
Das Projekt umfasst:
- 20 ha Fläche, Umgriffsfläche Bebauungsplan 686.373 m³
- 158.661 m² Bruttogrundfläche
- 2 Mio m³ Erdbewegungen
- 600.000 m³ Beton
- 65.000 t Stahl
- 30.000 m² Dachbegrünungen
- 60.000 m² Vegetationsflächen auf Schrägdächern

Am 4. Juli 2017 erfolgte auf dem nordöstlichen Baufeld der Spatenstich für den Bau des großen Ringbeschleunigers SIS 100, Herzstück der künftigen Beschleunigeranlage und des großen Verzweigungsgebäudes, in dem Strahlzuführung, sowie Ein- und Auskoppelung in den SIS 100 und in die weiteren Beschleuniger bzw. Experimente verlaufen werden.

## Geschichte
Da absehbar war, dass in einigen Jahren die Forschungsmöglichkeiten der GSI mit der bestehenden Beschleunigeranlage ausgeschöpft sein würden, erarbeiteten die wissenschaftlichen Nutzer der GSI ein Konzept für ein „internationales Beschleunigerzentrum für die Forschung mit Ionen- und Antiprotonenstrahlen“, das an die bestehende Anlage anschließt.
Im Frühjahr 2003 entschied das Bundesministerium für Bildung und Forschung (BMBF), der Empfehlung des Wissenschaftsrates zu folgen und das neue Beschleunigerzentrum zusammen mit internationalen Partnern zu bauen.
Im Laufe der darauf folgenden Jahre bis Februar 2007 unterzeichneten die Regierungen von China, Deutschland, Finnland, Frankreich, Griechenland, Indien, Italien, Österreich, Polen, Rumänien, Russland, Schweden, Spanien und Großbritannien eine Absprache (Memorandum of Understanding) als Grundlage für die internationale Zusammenarbeit während der Vorbereitungsphase.
2006 wurde die technischen Planungen veröffentlicht.
Am 7. November 2007 unterzeichneten Deutschland, das Bundesland Hessen, Finnland, Frankreich, Großbritannien, Österreich, Polen, Rumänien, Russland, Schweden und Spanien das FAIR-Kommuniqué zum offiziellen Start des FAIR-Projekts. In dem Dokument erklärten die Unterzeichner unter anderem ihre Absicht, „die erste Bauphase von FAIR mit dem von den Partnerländern abzustimmenden, verfügbaren Budget zu beginnen“ sowie „die Finanzierung des Betriebs von FAIR gemeinsam sicherzustellen“. Zu diesem Zeitpunkt war die Fertigstellung für das Jahr 2015/2016 geplant, wobei ab 2012 schon erste Experimente geplant waren.
Am 4. Oktober 2010 unterzeichneten auf Schloss Biebrich in Wiesbaden die Vertreter der Staaten Deutschland, Finnland, Frankreich, Indien, Polen, Rumänien, Russland, Slowenien und Schweden ein völkerrechtliches Übereinkommen, das FAIR als neues Forschungszentrum etablierte. Gleichzeitig wurde die internationale FAIR GmbH (Facility for Antiproton and Ion Research in Europe GmbH) gegründet, die FAIR baut und betreiben wird.
Im Dezember 2011 wurde mit der Vorbereitung des Baufelds begonnen. Dazu wurden 2011/2012 und im Folgewinter 20 Hektar Wald östlich der GSI gerodet und der Oberboden abgetragen. Er wird auf Bodenlagerflächen in der Nähe gelagert und später wieder zur Bepflanzung der Anlage verwendet. Außerdem wurden forstwirtschaftliche und ökologische Ausgleichsmaßnahmen gestartet und fortgeführt.
Im März 2013 wurde der erste von insgesamt 1350 Bohrpfählen gesetzt, die den Baugrund stabilisieren, da dieser überwiegend aus einem Gemisch von Sanden, Schluffen und Tonen besteht. Die Bohrpfähle werden mit den Bodenplatten verbunden (Kombinierte Pfahl-Plattengründung) und sollen so dafür sorgen, dass sich die schweren Gebäude nur wenig und vor allem gleichmäßig setzen. Die Bohrpfahlarbeiten wurden im Juni 2014 abgeschlossen.
2014 zeichneten sich bauliche Verzögerungen und Mehrkosten für den Bau der Anlage ab. Prüfungen durch mehrere unabhängige Expertengruppen, zum Beispiel einer Gruppe unter der Leitung von CERN-Generaldirektor Rolf-Dieter Heuer, bestätigten die wissenschaftliche Leistungsfähigkeit von FAIR. Die Heuer-Kommission bewertete die Leistungsfähigkeit der vier Kollaborationen angesichts der Verzögerungen jedoch unterschiedlich, was zu Diskussionen über mögliche Verkleinerungen des wissenschaftlichen Programms führte.
Im September 2015 bestätigte die FAIR-Gesellschafterversammlung (Council), in der die Partnerländer vertreten sind, ihr Ziel, das FAIR-Projekt in dem im völkerrechtlichen Vertrag vereinbarten Umfang zu errichten und die Mehrkosten zu tragen. Gleichzeitig wurde 1,262 Milliarden Euro (Preisniveau 2005) als Kostenobergrenze festgelegt, zuzüglich 95 Millionen Euro (Preisniveau 2005), die durch die Bedingungen am Standort verursacht wurden und die von Deutschland getragen werden. 2010 waren Kosten von 1,022 Milliarden Euro (zuzüglich 95 Millionen Euro, Strahlbetrieb ab 2018) vereinbart worden. Ursprünglich (2005) waren nur Kosten von 700 Mio. Euro geplant.
Gemäß dem Planungsstand von 2018 sollten im Jahr 2023 80 Prozent der Experimente laufen, bis 2025 sollte die Anlage im Vollbetrieb sein. Wegen des Kriegs in der Ukraine wurde 2022 ein Betriebsbeginn von 2027 genannt.

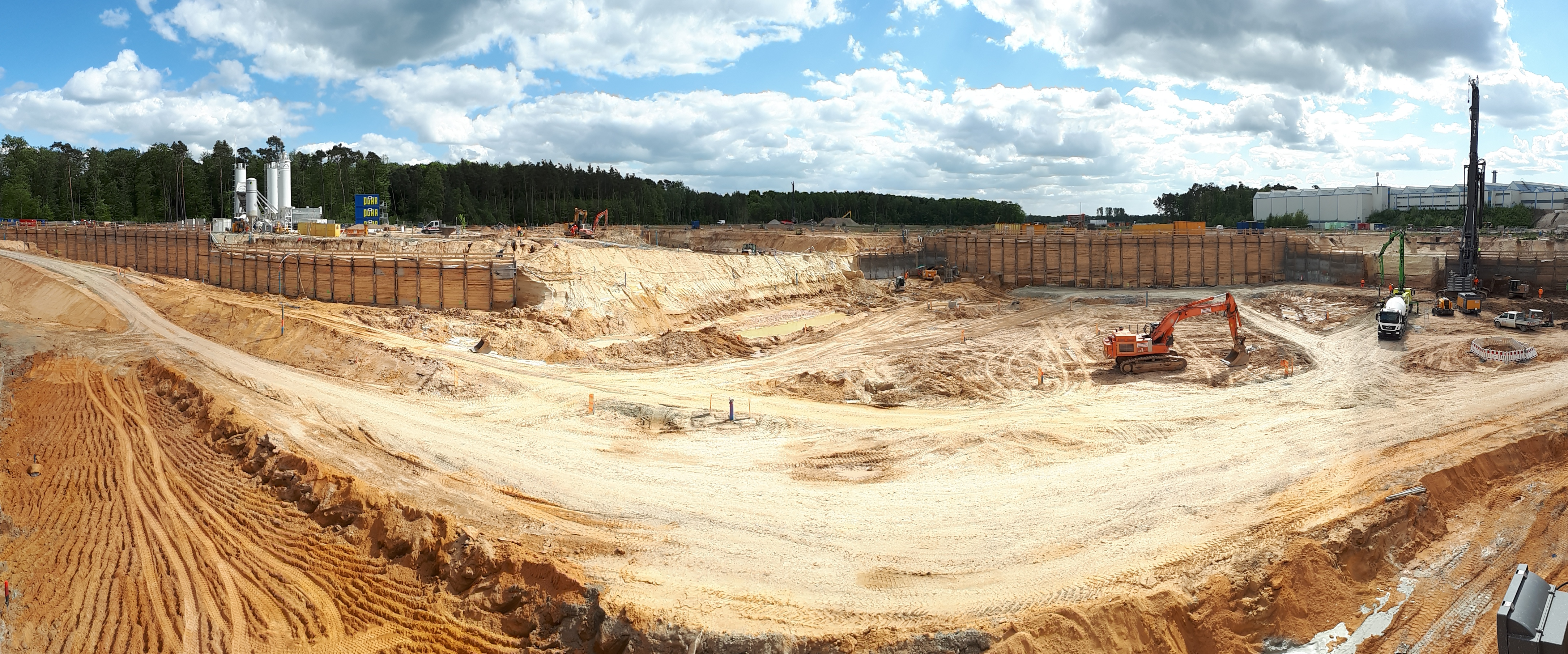
FAIR Baustellenpanorama (April 2018)
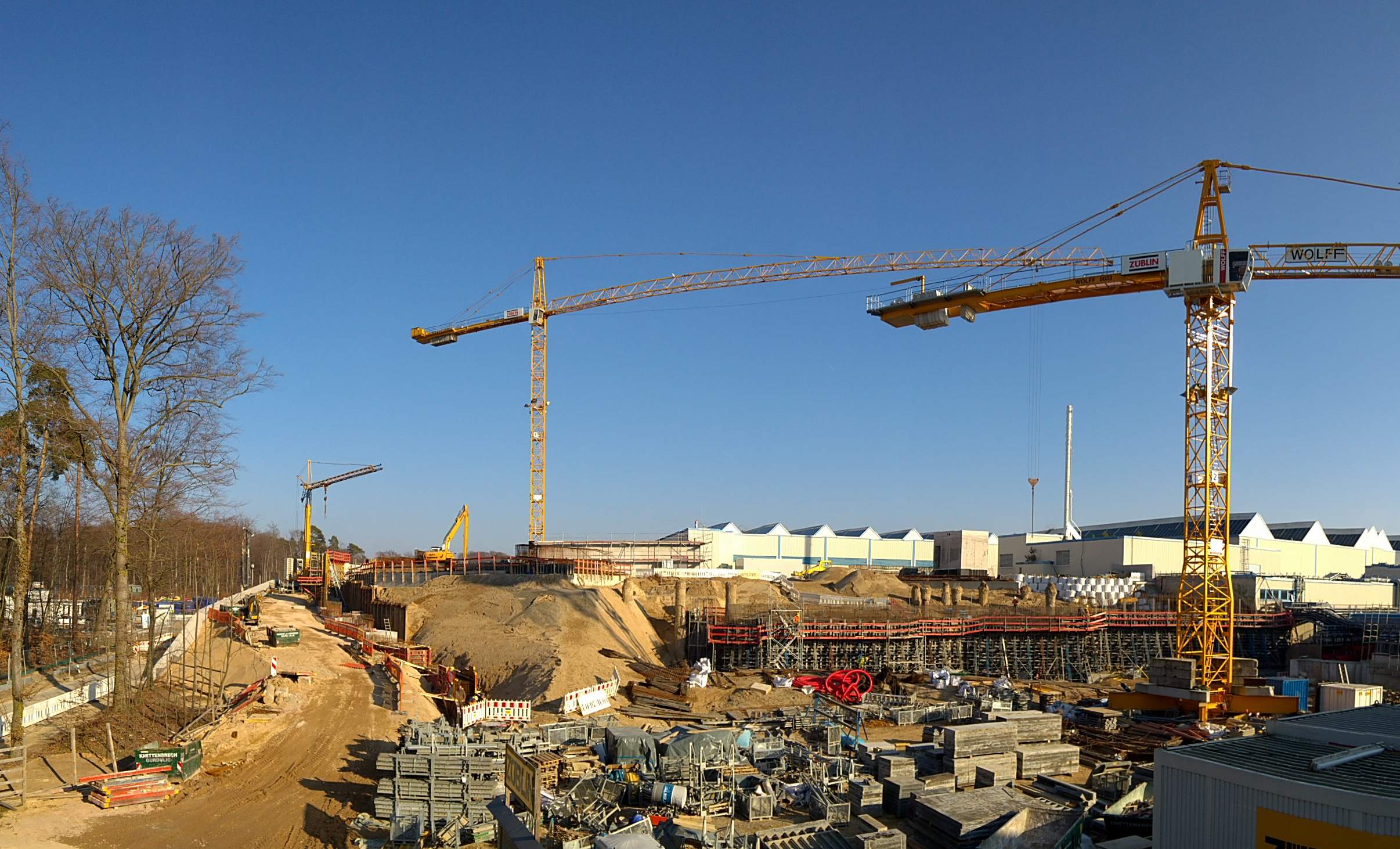
Baubeginn am Gebäude zur Protonenerzeugung und zum Transferbereich von GSI (SIS18) zu FAIR (SIS100)
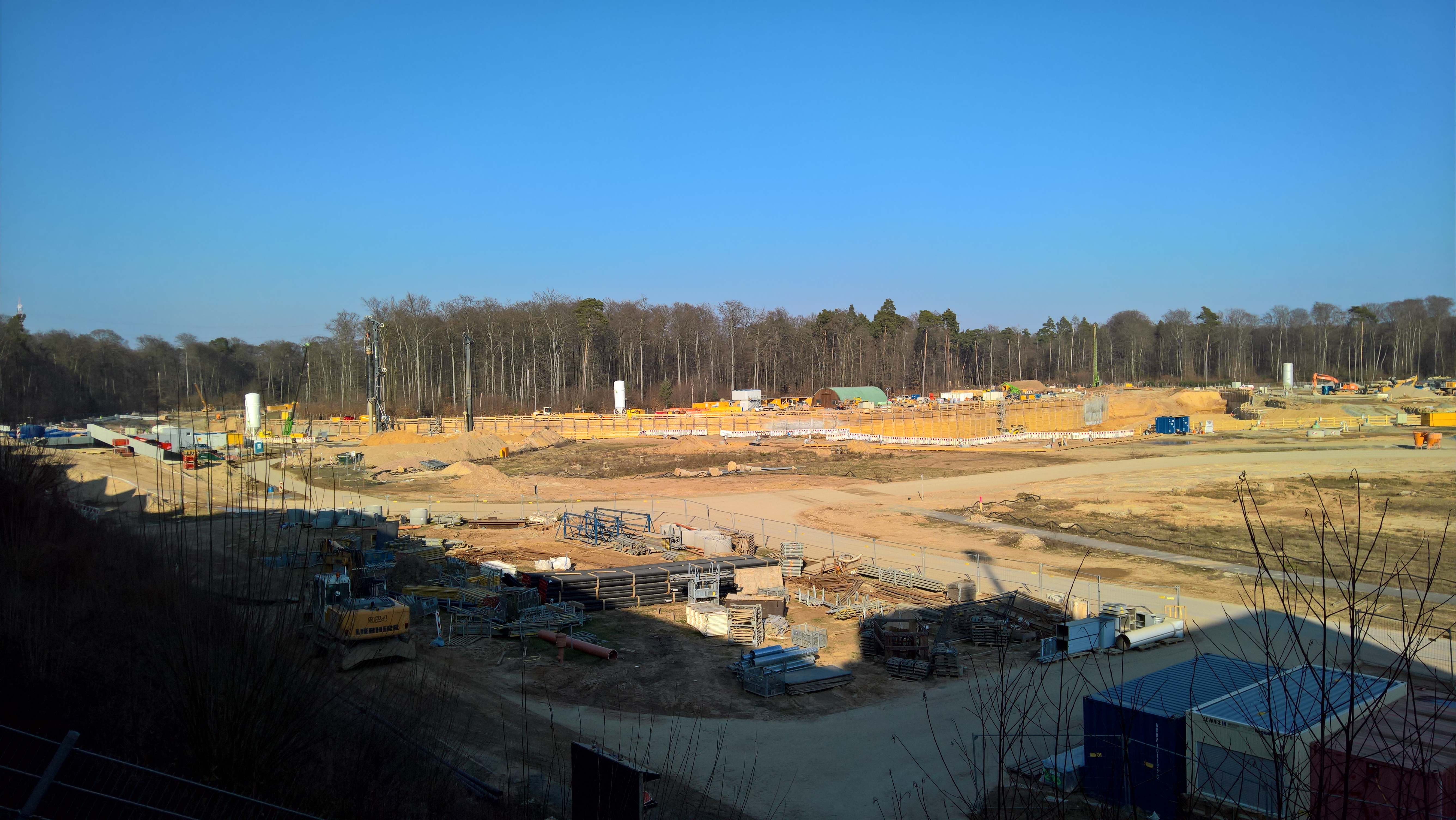
Baubeginn am SIS100 und am großen Kreuzungsgebäude für mehrere Strahlstrecken

## Partnerländer, europäische Wissenschaftsprogramme
3000 Wissenschaftler aus mehr als 50 Ländern arbeiten bereits an der Planung von Experimenten und Beschleunigern. Anteilseigner der FAIR GmbH sind Deutschland, Finnland, Frankreich, Indien, Polen, Rumänien, Russland, Schweden und Slowenien. Großbritannien ist assoziiertes Mitglied. Die Republik Tschechien wurde 2018 als Aspirant Partner aufgenommen.
FAIR ist in Europas Forschungsfahrplan für Großgeräte aufgenommen, der Roadmap des European Strategy Forum on Research Infrastructures (ESFRI). Das Nuclear Physics European Collaboration Committee (NuPECC) empfiehlt FAIR als Projekt, das die Kernphysik in Europa über die kommende Dekade hinaus bestens entwickeln kann.